# NGC 1606
NGC 1606 (również PGC 15443) – galaktyka spiralna z poprzeczką (SB0-a), znajdująca się w gwiazdozbiorze Erydanu. Odkrył ją 14 stycznia 1849 roku George Stoney – asystent Williama Parsonsa.